# Bandithimmanahalli, Alur
Bandithimmanahalli là một làng thuộc tehsil Alur, huyện Hassan, bang Karnataka, Ấn Độ.